# Примирие на Италия с антихитлеристката коалиция
Примирието на Италия с Антихитлеристката коалиция е документ от времето на Втората световна война, който слага край на войната между Италия от една страна и страните от Антихитлеристката коалиция от друга.
Подписано е на 8 септември 1943 г. от правителството на Италия (водено от маршал Пиетро Бадолио) чрез пълномощника генерал Джузепе Кастелано и представителите на Антихитлеристката коалиция.

## Предистория
През 1940 г. Италия, ръководена от фашисткото правителство на Бенито Мусолини, се включва във Втората световна война на страната на Нацистка Германия. Неподготвена за война и с немотивиран за война на страната на фашизма и германска страна личен състав, италианската кралска армия губи повечето битки в периода 1940 – 1943 по фронтовете. На 10 юли 1943 г. англо-американските войски дебаркират в Сицилия, където италианската 6-а армия протаква сраженията и не оказва сериозна съпротива на съюзниците. Следствие на това е свалянето на Бенито Мусолини и на управлявания от него фашистки режим от власт в Италия след 21 г. тоталитарна диктатура, а начело на страната е назначено ново правителство начело с маршал Пиетро Бадолио – един от противниците на Мусолини. На 19 август 1943 г. Сицилия окончателно е превзета от американските и английските войски, а остатъкът от италианските войски се евакуира в Калабрия. Това е сигнал за Бадолио да започне тайни преговори с Антихитлеристката коалиция за подписване на примирие на Италия и преминаване на антихитлеристка страна.

## Подписване на примирието
На 29 август 1943 г. за преговори в Лисабон, където са отседнали англо-американски дипломатически представители, пристига генерал Бласко Ланца Д'Айета, който носи предложение от маршал Бадолио за примирие. Текстът, който предлага, е неприемлив за западните съюзници, които искат сурови условия за наказание на Италия, но след консултациите им със съветската дипломация последната дава становище, че предложените от италианската страна текст и условия на примирието са приемливи с някои изключения. Така от СССР, САЩ и Великобритания е създаден нов проект, който на 30 август е връчен на новия пратеник на правителството на Италия – генерал Джузепе Кастелано. Проектът е одобрен от италианското правителство за подписване на 2 септември 1943 г. На 3 септември 1943 г. генерал Кастелано от името на италианското правителство и представител на Антихитлеристката коалиция подписват примирието в село Касибиле в Сицилия, където е щабът на американо-английските армии. С примирието се прекратяват военните действия с Антихитлеристката коалиция, Кралство Италия излиза от коалиция с Нацистка Германия и се задължава да ѝ обяви война, като Италия има право да запази част от армията си, която да изпрати да участва в бойните действия на фронтовете, като след войната да я демобилизира до мирновременни размери. Първоначално при преговорите англо-американците са против италианско участие, но съветската подкрепа, дадена на италианците, променя решението на западните държави и всички се съгласяват Италия да участва с армията си във война против Германия. Маршал Бадолио договаря с главнокомандващия съюзническите сили в Италия ген. Дуайт Айзенхауер примирието да се обяви след навлизане на съюзническите сили в Калабрия. Договорено е италианската армия да съдейства на американските и британските войски да овладеят столицата Рим, но се оказва, че летищата на италианската столица се контролират от германски военни подразделения. Така задачата се оказва неизпълнима и на 8 септември 1943 г. в 22:00 часа по радиото маршал Пиетро Бадолио обявява новината за примирието, казвайки, че то е подписано и че на италианските войски се разпорежда да прекратят военните действия срещу антихитлеристките войски и да се съпротивляват на евентуални други опити за атака, независимо от къде (има се предвид германски). След съобщението за примирието германските войски пресичат италиано-австрийската граница и окупират северната и централната част на Италия, разоръжавайки част от италианските войски в Северна Италия, докато италианската армия в централните части на Италия се изтегля на юг в Бриндизи, където на 10 септември 1943 г. бягат крал Виктор Емануил III, правителството, оглавено от маршал Бадолио и върховното главно военно командване на италианската армия.

## Събития след примирието
Към датата на подписването 8 септември 1943 италианската армия е разпръсната по Балканския полуостров, Италия и част от Франция. В началото на септември 1943 г. маршал Бадолио издава паметна бележка 44 – заповед до италианската армия, с която заповядва тя да оказва съпротива на германските войски в случай на атака от тяхна страна, но да не атакува първа германците. Случилото се в някои части на италианската армия, разоръжена от германските войски заради тази неефективна паметна бележка, кара Бадолио да промени заповедите си до италианските войски, като от 10 септември 1943 г. те имат право да атакуват германските войски без условие и да ги пленят. В Централна Италия италианските войски се оттеглят заедно с краля и Бадолио и се групират в Пулия, като след обявяването на 13 октомври 1943 г. война от Италия на Германия през декември 1943 г. са изпратени на фронта да воюват против германската армия при Монте Лунго до Неапол, а по късно през 1944 – 1945 г. и в Битката при Монте Касино и при Филотрано и на Готската линия в Северна Италия. Извън Италия обаче състоянието на армията е сложно. В Гърция се намира 11-а армия, като разположената в северната част на Гърция нейна дивизия Пинероло в по-голямата си част се оттегля в планината при гръцките партизани от прокомунистическата гръцка партизанска армия ЕЛАС. Други нейни части обаче попадат в германски плен, включително след боеве с германците, като 13-и моторизиран пехотен полк в Костур, от който 1200 войници и офицери са разстреляни. В Централна и Южна Гърция повечето италиански дивизии са обкръжени от германските войски и разоръжени, част от италианците са зверски разстреляни като военнопленници от хитлеристите. На остров Кефалония в Йонийско море италианската моторизирана пехотна дивизия Акуи започва кървави боеве с германските части, дошли там да я разоръжат и пленят, в резултат на което 8400 италиански войници и офицери от Акуи са разстреляни от хитлеристите в т.нар. Клане на Кефалония (1943). В Албания по-голямата част от 9-а италианска армия се оттегля при албанските партизани, където се създава от 9-а армия и в нейния състав влиза дивизията „Антонио Грамши“, а през 1943 – 1944 г. италианските части и албанската партизанска войска разгромяват германските войски. В Югославия Втора италианска армия запазва повечето от личния си състав, като се присъединява към югославските партизани и там се създава италианската дивизия Дж. Гарибалди – влизаща във 2-ра армия, която е оперативно подчинена на югославската, и по-късно на съветската армия и воюва рамо до рамо със съветските, югославските и българските армии през 1944 – 1945 г.